# The Church (band)
The Church is een Australische rockband. De groep werd in 1980 opgericht in Canberra.

## Geschiedenis

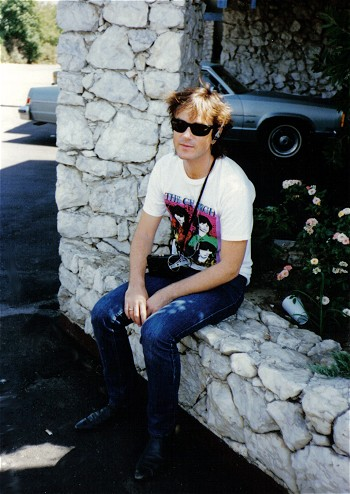
Steve Kilbey in 1986.

Steve Kilbey en Peter Koppes speelden al vanaf het begin van de jaren 70 in diverse plaatselijke glamrockbands. In april 1980 begonnen zij samen te werken met drummer Nick Ward en begonnen ook hun optredens. Nadat Marty Willson-Piper was overgekomen uit Liverpool, nam de groep de naam The Church ("de kerk") aan. Vermoedelijk hangt de keuze voor deze naam samen met de spirituele interesses van zanger Steve Kilbey.
Met hun debuutalbum uit 1981, The Skins of Heart, scoorden zij al meteen een radiohit met de single The Unguarded Moment. Zeven van de negen nummers hierop waren door Kilbey zelf geschreven. Vanaf dat moment was The Church bekend bij de grotere platenmaatschappijen en kreeg de groep allerlei contracten aangeboden. Hun tweede album, The Blurred Crusade, met Bob Clearmountain als producer, kwam uit in maart 1982, maar Capitol Records weigerde het album uit te geven in Noord-Amerika. In plaats daarvan moesten er speciaal vijf losse demo's voor de radio worden geschreven, maar deze hadden geen succes. The Church maakte in oktober 1982 een tournee door Europa, waarbij ze in het Verenigd Koninkrijk korte tijd samenwerkten met Duran Duran. Deze samenwerking was echter geen lang leven beschoren.
In mei 1983 kwam hun derde album uit, Seance. In 1984 ging de band een contract aan met Warner Brothers en brachten ze twee ep's uit, later gebundeld in het album  Remote Luxury, maar het succes uit hun begintijd leek voor even verdwenen. Eind 1985 belandde hun nieuwe single "Already Yesterday" echter opnieuw in de Australische top-100. In oktober van dat jaar kwam hun nieuwe album Heyday uit, met Peter Walsch als producer.
In 1988 kwam The Church, na enige jaren van relatieve onbekendheid, weer helemaal terug met hun succesvolste album, Starfish. Van dit album is de single Under the Milky Way het enige nummer ooit van The Church dat de Amerikaanse top 40 heeft gehaald.. Een ander nummer van dit album, Reptile, werd zeer succesvol in hun thuisland Australië.
De bezetting van de band is in de loop der jaren veranderd. Steve Kilbey, Marty Willson-Pipe en Peter Koppes zijn er echter altijd bij gebleven, al heeft Koppes in het midden van de jaren 90 de band tijdelijk verlaten.

## Stijl
In het begin legde The Church zich vooral toe op psychedelische muziek en new wave, korte liedjes waarin het vooral om de gitaarmuziek ging, zoals de op muziek van David Bowie geïnspireerde single She Never Said. Later kwam de alternatieve rock centraal te staan.

## Muziek
De meeste liedjes worden geschreven en gezongen door Steve Kilbey, maar op bijna ieder album staat ook een nummer waarvan de tekst en de muziek van Peter Koppes of Marty Willson-Piper zijn. De teksten van The Church worden door het publiek als surrealistisch ervaren. Belangrijke leidmotieven zijn mythen, legenden, dromen en nachtmerries, visioenen als gevolg van drugs, oriëntalisme en de bijbel, zoals het nummer Terra Nova Cain van Gold Afternoon Fix. Sinds het album Starfish geven The Church hun teksten niet meer op papier, met het idee dat muziek is om naar te luisteren en niet om te lezen. Op deze manier kunnen volgens Kilbey ook "allerlei nieuwe bijbetekenissen in het hoofd van de luisteraar ontstaan". Niettemin staan alle teksten van The Church inmiddels op internet.

## Discografie

### Singles
| Datum van verschijnen | Titel                                  | Top 100-positie | Top 100-positie | Top 100-positie     | Top 100-positie | Australisch album of ep    |
| Datum van verschijnen | Titel                                  | Australië       | Canada          | Verenigd Koninkrijk | US Hot 100      | Australisch album of ep    |
| --------------------- | -------------------------------------- | --------------- | --------------- | ------------------- | --------------- | -------------------------- |
| November 1980         | She Never Said                         |                 |                 |                     |                 | Of Skins and Heart         |
| Maart 1981            | The Unguarded Moment                   | 22              |                 |                     |                 | Of Skins and Heart         |
| Juli 1981             | Too Fast For You                       | 43              |                 |                     |                 |                            |
| Juli 1981             | Tear It All Away                       | 81              |                 |                     |                 |                            |
| April 1982            | Almost With You                        | 21              |                 |                     |                 | The Blurred Crusade        |
| September 1982        | When You Were Mine                     | 77              |                 |                     |                 | The Blurred Crusade        |
| 1982/83               | I Am a Rock/A Different Man (GB, NZ)   |                 |                 |                     |                 | Singsongs e.p.             |
| Mei 1983              | It's No Reason                         | 56              |                 |                     |                 | Seance                     |
| September 1983        | Electric Lash                          | 60              |                 |                     |                 | Seance                     |
| Oktober 1985          | Already Yesterday                      | 100             |                 |                     |                 | Heyday                     |
| Januari 1986          | Tantalized                             | 62              |                 |                     |                 | Heyday                     |
| Maart 1986            | Columbus                               |                 |                 |                     |                 | Heyday                     |
| Juni 1986             | Disenchanted (GB)                      |                 |                 |                     |                 | Heyday                     |
| April 1988            | Under The Milky Way                    | 22              | 69              | 90                  | 24              | Starfish                   |
| Mei 1988              | Reptile                                | 99              |                 |                     |                 | Starfish                   |
| Oktober 1988          | Antenna (Spanje)                       |                 |                 |                     |                 | Starfish                   |
| 1988                  | Destination                            |                 |                 |                     |                 | Starfish                   |
| Februari 1990         | Metropolis                             | 19              |                 |                     |                 | Gold Afternoon Fix         |
| Augustus 1990         | Russian Autumn Heart (VS)              |                 |                 |                     |                 | Gold Afternoon Fix         |
| Juli 1990             | You're Still Beautiful                 |                 |                 |                     |                 | Gold Afternoon Fix         |
| 1992                  | Ripple                                 |                 |                 |                     |                 | Priest=Aura                |
| 1992                  | Feel                                   |                 |                 |                     |                 | Priest=Aura                |
| Juni 1994             | Two Places At Once                     |                 |                 |                     |                 | Sometime Anywhere          |
| Augustus 1996         | Comedown                               |                 |                 |                     |                 | Magician Among the Spirits |
| Juni 1997             | White Star Line/Gypsy Stomp (1000 ex.) |                 |                 |                     |                 |                            |
| September 1998        | Louisiana                              |                 |                 |                     |                 | Hologram of Baal           |
| Oktober 2001          | Numbers                                |                 |                 |                     |                 | After Everything Now This  |
| Augustus 2003         | Song In Space (1500 ex.)               |                 |                 |                     |                 | Forget Yourself            |
| Februari 2006         | Block                                  |                 |                 |                     |                 | Uninvited, Like the Clouds |
| 2006                  | Easy                                   |                 |                 |                     |                 | Uninvited, Like the Clouds |
| Februari 2009         | The Coffee Song/Hounds of Love         |                 |                 |                     |                 |                            |
| Maart 2009            | Pangaea                                |                 |                 |                     |                 | Untitled 23                |
| December 2009         | Operetta EP                            |                 |                 |                     |                 | Untitled 23                |

### Albums
- Of Skins and Heart (1981)
- The Church (VS, 1982)
- The Blurred Crusade (1982)
- Singsongs e.p. (1982)
- Seance (1983)
- Remote Luxury e.p. (1983)
- Persia e.p. (1984)
- Remote Luxury (VS, 1984)
- Heyday (1986)
- Starfish (1988)
- Gold Afternoon Fix (1990)
- Priest=Aura (1992)
- Sometime Anywhere (1994)
- Magician Among the Spirits (1996)
- Pharmakoi/Distance-Crunching Honchos With Echo Units (1997), uitgebracht onder de bandnaam The Refo:mation
- Hologram of Baal (1998)
- Magician Among the Spirits Plus Some (opnieuw uitgebracht in 1999)
- A Box of Birds (1999)
- After Everything Now This (2002)
- Parallel Universe (2002)
- Forget Yourself (2003)
- Jammed (2004)
- Beside Yourself (2004)
- El Momento Descuidado (2004)
- Back With Two Beasts (2005)
- Uninvited, Like the Clouds (2006)
- El Momento Siguiente (2007)
- Shriek, Excerpts from the soundtrack (2008)
- Coffee Hounds (ep) (2009)
- Untitled #23 (2009)
- Further/Deeper (2014)

### Compilaties
- Conception (1982/1988)
- Hindsight (1987)
- A Quick Smoke at Spot's (1991)
- Almost Yesterday (1994)
- Under the Milky Way: The Best of the Church (VS, 1999)
- The Best of the Church (Australië, 1999)
- Singsongs//Remote Luxury//Persia (2001)
- Tin Mine (2006)
- Deep In The Shallows: The Classic Singles Collection (2007)

### Samenwerkingen
De leden van The Church hebben met een groot aantal bekende en minder bekende artiesten en muziekproducenten samengewerkt, onder wie:
- Bob Clearmountain (The Blurred Crusade) (Bruce Springsteen, David Bowie, The Pretenders, INXS, Bryan Adams en anderen)
- Peter Walsh (Heyday) (Simple Minds, Scott Walker, Peter Gabriel, Peter Murphy, Yo La Tengo en anderen)
- Waddy Wachtel (Starfish, Gold Afternoon Fix) (Bob Dylan, Rolling Stones, Randy Newman, Robbie Williams en anderen)
- Gavin MacKillop (Priest=Aura) (Mae Moore, The Chills, Barenaked Ladies, Toad The Wet Sprocket, Straitjacket Fits en anderen)
- Nick Launay (Seance) (INXS, Kate Bush, Midnight Oil, Talking Heads, Silverchair, Nick Cave en anderen)
- John Bee (Hoodoo Gurus, Icehouse, The Divinyls en anderen)
- Simon Polinski (Magician Among the Spirits) (Yothu Yindi, Paul Kelly, Andy White en anderen)

Sinds 1998 produceert de band zijn eigen albums.